# フレデリック・バランタイン
サー・フレデリック・ナサニエル・バランタイン（英語: Sir Frederick Nathaniel Ballantyne、1936年7月5日 - 2020年1月23日）は、セントビンセント・グレナディーンの心臓外科医師で、同島総督を務めた。聖マイケル・聖ジョージ勲章受章。

## 経歴
2002年9月2日に総督に任じられ、同年11月に爵位が与えられた。前任者のチャールズ・アントロバスの死を受けてモニカ・デイコンが代行を務めていた。2019年7月31日まで職を続けた。2020年1月23日に死去。83歳没。